# تاچریسم
تاچریسم یک ایدئولوژی محافظه‌گرای بریتانیایی است که به نام مارگارت تاچر رهبر حزب محافظه‌کار نام‌گذاری شده‌است. این اصطلاح برای توصیف اصول و سیاست‌های دولت بریتانیا تحت رهبری تاچر از انتخابات عمومی سال ۱۹۷۹ تا استعفای او در سال ۱۹۹۰ و ادامهٔ آن در دولت‌های محافظه‌کار جان میجر و دیوید کامرون استفاده می‌شود.

پاپ آرت مینیمالیستی از مارگارت تاچر نخست‌وزیر بریتانیا مشهور به بانوی آهنین

تاچریسم نمایانگر رد و واژگونی سیستماتیکِ اجماع پسا-جنگ بود. طبق این اجماع، احزاب گوناگون در بریتانیا با پذیرش اصول اقتصاد کینزی، دولت رفاه، مالکیت دولتی و اقتصاد دستوری به یک توافق دست یافته بودند. البته استثنایی نیز برای این تحولات وجود داشت که آن نیز حفظ سرویس سلامت همگانی در بریتانیا بود.

اصول دقیق آنچه که تاچریسم را تشکیل می‌دهد و همچنین میراث خاص آن در تاریخ بریتانیا در دهه‌های گذشته بحث‌برانگیز است. از نظر ایدئولوژیک، نایجل لاوسون، وزیر خزانه داری تاچر، تاچریسم را یک قالب سیاسی می‌داند که بر بازار آزاد، مخارج محدود دولت، کاهش مالیات و یک ناسیونالیسم بریتانیایی در داخل و خارج از کشور تأکید می‌کند، توصیف کرده‌است.
اگر چه خود تاچر به ندرت از کلمهٔ «تاچریسم» استفاده می‌کرد، اما او در سخنرانی خود در مبارزات انتخاباتی سال ۱۹۸۷ در سولیهال، هنگام توصیف موفقیت‌های اقتصادی دولت‌اش اشاره کرد که «این چیزی است که من تاچریسم می‌نامم» .
روزنامهٔ دیلی تلگراف در آپریل سال ۲۰۰۸ در توصیف دولت غیرمحافظه‌کار تونی بلر نوشته بود که بلر اقدامات اصلاحی مرکزی تاچریسم از قبیل مقررات‌زدایی، خصوصی‌سازی صنایع مهم ملی، حفظ بازار کار انعطاف‌پذیر، به حاشیه راندن اتحادیه‌های کارگری و تبدیل دولت متمرکز از حکومت‌های محلی به حکومت مرکزی، را پذیرفته‌است.

## مواضع اقتصادی
تاچریسم با ایده‌های «اقتصاد پولی» مطرح شده فردریش هایک در کتاب «قانون اساسی آزادی» ارتباط نزدیک دارد زیرا تاچر در هنگام یک سخنرانی و پس از اینکه به میز کوبید بیان کرد که «این همان چیزی است که ما به آن باور داریم». برخلاف سیاست‌های دولت پیشین بریتانیا، پول‌گرایی تمرکز خود را از کنترل بیکاری به کنترل تورم متمرکز کرد. براساس این ایده، تورم ناشی از وجود پول زیاد در اقتصاد می‌باشد. بر همین اساس تاچر به دنبال کنترل عرضهٔ پول برای مهار تورم بود. البته تا سال ۱۹۷۹ تنها مارگارت تاچر نبود که بدنبال مهار تورم بوده‌است بلکه دنیس هیلی نخست‌وزیر پیشین بریتانیا نیز اقداماتی برای این هدف انجام داده بود. البته تحلیل شده‌است که دولت تاچر کاملاً پول‌گرایی را اجرا نکرده‌است و از سال ۱۹۸۴ به بعد دولت تاچر مجبور شده‌است تا این سیاست شکست خورده را کنار بگذارد.

### رویارویی با اتحادیه‌های کارگری
دولت تاچر برخلاف دولت محافظه‌کار ادوارد هیث قدرت اتحادیه‌های کارگری را به مرور کاهش داد. بزرگترین رویارویی با اتحادیه‌ها، اعتصاب «اتحادیهٔ ملی کارگران معدن (NUM)» در سال‌های ۱۹۸۴–۱۹۸۵ بود که در نهایت منجر به شکست این اتحادیه شد. شواهدی وجود دارد که نشان می‌دهد این رویارویی با اتحادیه‌های کارگری هم توسط حزب محافظه کار و هم از سوی اتحادیه کارگران معدن پیش‌بینی شده بود. در نهایت نیز این تقابل منجر به احیای مجدد تفوق قدرت سرمایه بر کار شد.

## مواضع داخلی و اجتماعی
تاچریسم یک رویکرد محافظه‌کارانهٔ اخلاقی است. یکی از اندیشمندان استدلال می‌کند که تاچریسم از طریق محافظه کاری با اقتصاد بازار آزاد یک اتحاد ایجاد کرد. تاچریسم نوشداروی جدید چشمگیری مانند مالیات بر درآمد منفی میلتون فریدمن را پیشنهاد نکرد بلکه در عوض هدف آن ایجاد یک سیستم اقتصادی مالیاتی-منفعتی منطقی بود که در عین حمایت از یک سیستم اجتماعی محافظه کار مبتنی بر اخلاق سنتی، بهره‌وری اقتصادی بریتانیا را افزایش می‌داد. در این سیستم هنوز یک تور ایمنی اجتماعی حداقلی برای فقرا وجود داشت اما توجه اصلی بر تشویق به تلاش و صرفه‌جویی فردی بود. همچنین تاچریسم به دنبال به حداقل رساندن رفاه اجتماعی برای طبقه‌های متوسط و درعوض تقویت فضایل بورژوازی ویکتوریایی بود. بر خلاف فردگرایی افراطی اکثر مدل‌های نئولیبرال، تاچریسم یک ایدهٔ «خانواده‌محور» بود. ریشه‌های این باور در تجربیات تاریخی متدیسم و همچنین ترس از دولت بسیار قدرتمندی بود که هایک هشدار آن را داده بود.
تاچر در هنگامی که نمایندهٔ مجلس عوام بود (سال ۱۹۶۶) با اینکه تابع محافظه‌کاری اجتماعی بود اما جزء اولین نمایندگان محافظه کار بود که به قانونی شدن هم‌جنس‌گرایی رأی مثبت داده بود. درهمان سال نیز به قانونی شدن سقط جنین هم رای داد. با این حال در دهه ۱۹۸۰ در زمان نخست‌وزیری، دولت تاچر بند بیست‌وهشتم را تصویب کرد. این قانونی بود که با «ترویج عمدی» همجنس‌گرایی توسط مقامات محلی و ترویج آن از طریق آموزش در مدارس به عنوان یک شکلی از خانواده مخالفت می‌کرد. این قانون در سال‌های اولیه با مخالفت‌های مؤسسات دفاع از همجنسگرایان روبرو شد و در سال ۲۰۰۳ در زمان نخست‌وزیری دولت کارگری بلر لغو شد.

### خطابه‌ای در فراز تپه
در سال ۱۹۸۸ تاچر یک سخنرانی الاهیاتی در مجمع عمومی کلیساهای اسکاتلند انجام داد. تاچر در این سخنرانی توجیهی الهیاتی برای ایده‌های خود در مورد سرمایه‌داری و اقتصاد بازار ارائه کرد. او بیان کرد: «مسیحیت در مورد رستگاری روحانی است نه اصلاح اجتماعی». او از سنت پل نقل کرد که گفته بود: «اگر کسی کار نمی‌کند، نباید غذا بخورد». انتخاب نقش مهمی در اصلاحات تاچر ایفا کرد و تاچر گفت که این انتخاب نیز مسیحی است و اظهار داشت که عیسی مسیح انتخاب کرد که جان خود را فدا کند و همهٔ افراد حق انتخاب بین «خیر و شر» را دارا می‌باشند.

## سیاست خارجی

رونالد ریگان و مارگارت تاچر در سال ۱۹۸۱

بیشترین روابط خارجی در زمان دولت تاچر با ایالات متحده آمریکا بود. زمانی که تاچر نخست‌وزیر بود از مواضع رونالد ریگان حمایت می‌کرد. به عنوان مثال او به هواپیماهای آمریکایی اجازه داد تا از پایگاه‌های بریتانیا برای حملات علیه دشمنان‌شان استفاده کنند. بمباران لیبی در سال ۱۹۸۶ توسط آمریکا و اجازه استقرار موشک‌های کروز آمریکایی و موشک‌های پرشینگ در خاک بریتانیا نمونه‌ای از این روابط حسنه بود.
برخلاف باور همگان مسئلهٔ شکاکیت به اروپا در دولت تاچر در اواخر عمر حکومت وی به واقعیت پیوسته بود. او روابط خوبی با اروپایی‌ها داشت و از ورود بریتانیا به جامعهٔ اقتصادی اروپا در سال ۱۹۷۳ حمایت کرد، در همه‌پرسی سال ۱۹۷۵ برای رای «آری» مبارزه کرد و قانون واحد اروپایی را در سال ۱۹۸۶ امضا کرد.

## انتقادات

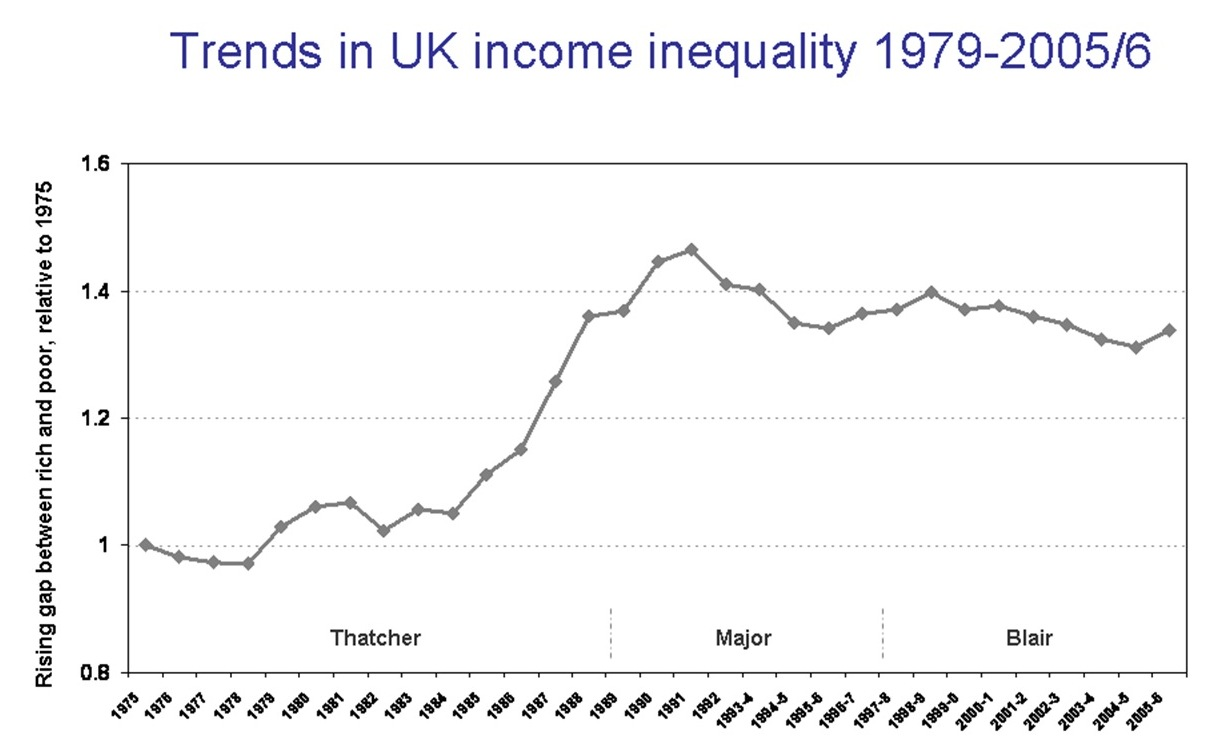
تراز رشد نابرابری درآمد در طول حکومت‌داری تاچریسم در بریتانیا

مخالفان دولت تاچر معتقدند که موفقیت‌های اقتصادی آن‌ها تنها به بهای هزینه‌های اجتماعی سنگین برای جمعیت بریتانیا به دست آمده‌است. به‌طور مثال در سال ۱۹۸۴ نزدیک به ۳٫۳ میلیون بیکار در بریتانیا وجود داشت و این در مقایسه با زمانی که او برای اولین‌بار در سال ۱۹۷۹ به قدرت رسیده بود این رقم تنها ۱٫۵ میلیون نفر بوده‌است. البته این رقم تا پایان سال ۱۹۹۰ به حدود ۱٫۶ میلیون نفر بازگشته بود.

در حالی که تاچر احیاگر اقتصاد بریتانیا نامیده می‌شود به دلیل افزایش دو برابری نرخ فقر نسبی در دوران نخست‌وزیری اش مقصر شناخته شده‌است. در این دوران نرخ فقر در کودکان در بریتانیا در سال ۱۹۹۷ بالاترین میزان در کل اروپا رسیده بود. زمانی که او در سال ۱۹۹۰ استعفا داد، ۲۸ درصد از کودکان در بریتانیا زیر خط فقر در قرار داشتند. این رقم در زمان دولت جان میجر، جانشین تاچر، به اوج خود یعنی نزدیک به ۳۰ درصد رسیده بود. همچنین در دوران حکومت وی شاخص جینی بریتانیا در طول بیست سال افزایش یافته بود.